# Yahya Al-Shehri
Yahya Sulaiman Ali Al-Shehri (Dammam, 26 de junho de 1990), é um futebolista saudita que atua como meio-campo. Atualmente joga pelo Al-Nassr.

## Carreira
Yahya Al-Shehri representou a Seleção Saudita de Futebol na Copa da Ásia de 2015.